# Luigi Pirovano
Luigi Pirovano (né le 1er juin 1889 à Milan en Lombardie et mort en 1923) est un joueur de football italien, qui évoluait au poste de défenseur.

## Biographie
Luigi Pirovano (surnommé Cippoli) commence sa carrière dans des clubs de sa ville natale, Milan, tous en première division du championnat italien, puis joue à partir du début des années 1910 dans le grand club de la ville, le Milan FCC, qu'il quitte durant la Guerre en 1915 (année où le club termine à la 4e place du classement final en championnat).
Il quitte ensuite sa Lombardie pour rejoindre le Piémont voisin et le club turinois de la Juventus pour qui il n'évolue qu'une seule saison. Avec les bianconeri, il joue son premier match le 2 janvier 1916 lors d'une victoire 2-1 sur l'US Torinese (et inscrit son premier but un peu plus d'une vingtaine de jours plus tard lors d'un succès 2-0 contre son ancien club du Milan).
Au bout d'une saison, il retourne dans sa province pour jouer avec le club du FC Legnano.